# Le Petit Jurassien

Le Petit Jurassien est la première gazette qui a vu le jour à Moutier. Ce journal, fondé par Adolphe Imhoff, fut publié entre 1891 et 1956, d’abord sous le nom de Feuille d’Avis du Jura, puis sous celui de Petit Jurassien, dès 1903.

## Histoire
La publication a connu une vie mouvementée durant la Première Guerre mondiale, lorsqu’en mars 1914 le Conseil fédéral supprima pendant deux mois la parution du journal, sous prétexte qu’il publiait des articles critiques à l’égard de la neutralité suisse. Léon Froidevaux, rédacteur, avait alors contourné la décision fédérale en faisant paraître le quotidien sous le nom de « Petit Rauracien », puis de « Drapeau jurassien », avant de revenir au titre d’origine. Sa liberté face au pouvoir et à l’armée valut d’ailleurs un séjour en prison au rédacteur, dont le journal finit par se séparer.
En 1918, le quotidien fut repris par Oscar Robert, puis par Max, son fils. En 1953, il prit le nom de « Tribune jurassienne », qui allait fusionner trois ans plus tard par Le Journal du Jura.
Aujourd’hui, le journal devient un webzine. C’est en août 2011 que Stéphane Geiser, responsable de l’agence de communication Pomzed Design décide de redonner vie à cette gazette locale.